# Amelora neurogramma
Amelora neurogramma är en fjärilsart som beskrevs av Turner 1906. Amelora neurogramma ingår i släktet Amelora och familjen mätare. Inga underarter finns listade i Catalogue of Life.